# August Friedrich Schweigger
August Friedrich Schweigger, född 8 september 1783 i Erlangen, död 28 juni 1821, var en tysk naturforskare. Han var son till Friedrich Christian Lorenz Schweigger och bror till Johann Salomo Christoph Schweigger.
Schweigger vistades flera år i forskningssyfte i Paris och blev professor i botanik och medicin och föreståndare för botaniska trädgården i Königsberg. Schweigger blev korresponderande ledamot av svenska Vetenskapsakademien 1815. Han mördades i närheten av Cammarata på Sicilien, under en exkursion.
Av Schweiggers botaniska skrifter märks Flora Erlangensis (1-2, 1804, 1811) och hans bidrag till grundvalarna för den naturliga växtsystematiken De plantarum classificatione naturali, disquisitionibus anatomicis et physiologicis stabilienda commentatio (1820).
Av hans zoologiska skrifter kan nämnas Prodromus monographiæ Cheloniorum (1812), Beobachtungen auf naturhistorischen Reisen (1819) och Handbuch der Naturgeschichte der skelettlosen ungegliederten Thiere (1820).
Auktorsnamnet Schweigg. kan användas för August Friedrich Schweigger i samband med ett vetenskapligt namn inom botaniken; se Wikipediaartiklar som länkar till auktorsnamnet.